# Brenda Howard
Pour les articles homonymes, voir Howard.
Brenda Howard, née le 24 décembre 1946 et morte le 28 juin 2005, est une militante bisexuelle féministe, figure importante de la libération des allosexuels, ayant notamment organisé la première manifestation de ce qui allait devenir la « Marche des fiertés », dont le principe a essaimé dans le monde entier.

## Biographie
Howard est née dans le Bronx et grandit à Syosset sur Long Island. Elle fut diplômée de la Syosset High School puis fit des études d'infirmière avant de se lancer dans le militantisme.
Howard fut une des membres les plus importantes du Gay Liberation Front et de la Gay Activists Alliance (en) peu après les émeutes de Stonewall, et la fondatrice du réseau New York Area Bisexual Network (en) (association qui informe et sert de réseau de communication pour les organisations bi ou bi-friendly de la région).
Elle fait partie en 1986 de la coalition qui fera adopter par la ville de New York une loi anti-discrimination à l'égard des homosexuels visant à « interdire la discrimination fondée sur l'orientation sexuelle dans le logement, l'emploi et les lieux publics ».
Elle est également connue comme étant « the Mother of Pride » (la mère de la fierté) pour son travail pour la commémoration du premier mois-anniversaire des émeutes de Stonewall, puis de l'organisation du « Christopher Street Liberation Day March » un an plus tard. C'est également Howard  qui eut l'idée d'organiser des événements pendant la semaine précédant la marche, ce qui fut la genèse des Marche des fiertés qui ont maintenant lieu chaque année en juin ou juillet.
Shiri Eisner évoque l'invisibilisation ou la sous-représentation des personnes bisexuelles dans la reconnaissance des efforts que celles-ci ont pu mettre en œuvre pour permettre l'avancée des droits des non hétérosexuels ; cela serait dû, en particulier, au fait que les personnes bisexuelles sont généralement « reclassées» dans une catégorie binarisée, « gay » ou « lesbienne » « niant » leur réelle identité sexuelle, mais surtout par une sous-représentation -numérique- dans le nombre de personnes affichées, engagées ou militantes au sein des communautés LGBTQI+.

## Le prix Brenda Howard
En 2005 le Brenda Howard award est créé par le Queens Chapter of PFLAG en mémoire de Howard  pour récompenser les accomplissements d'une personne ou une organisation jouant un rôle de représentation positive pour la communauté bisexuelle.
Les personnes suivantes remportent le prix :
- 2005 : Lawrence Nelson et les membres du comité de PFLAG Queens.
- 2006 : Tom Limoncelli, activiste bisexuel.
- 2007 : Wendy Moscow,
- 2008 : Wendy Curry activiste bisexuelle et présidente de BiNet USA
- 2009 : Micah Kellner (en)
- 2010 : Lisa Jacobs
- 2011 : Robyn Ochs[7]
- 2012 : Donna Redd
- 2013 : Cliff Arnesen
- 2014 : Estraven
- 2015 : H. Sharif Williams (en)
- 2016 : Alexandra Bolles
- 2017 : Denarii Grace
- 2018 : Lynnette McFadzen
- 2019 : Robin Renée
- 2020 : Loraine Hutchins et Lani Ka’ahumanu
- 2021 : Ellyn Ruthstrom
- 2023 : Diane Anderson-Minshall[8]